# Shimazu Iehisa
Shimazu Iehisa (島津家久?   1547-1587) fue un samurái japonés, miembro del clan Shimazu durante el período Sengoku de la historia de Japón.
Iehisa fue el cuarto hijo de Shimazu Takahisa, ayudó a sus hermanos durante su campaña de unificación de Kyūshū y participó en la campaña de resistencia en contra de la que emprendió Toyotomi Hideyoshi para pacificar la isla hasta que fueron replegados de vuelta a la Provincia de Satsuma.
El día en que el clan se rindió, Iehisa falleció por envenenamiento.